# Tom Phillis
Thomas Edward Phillis, conegut com a Tom Phillis   (Sydney, 9 d'abril de 1934 - Illa de Man, 6 de juny de 1962), fou un pilot de motociclisme australià que va guanyar el Campionat del Món de 125cc de 1961. Va ser el primer a fer una volta al circuit de la muntanya del TT de l'Illa de Man a més de 100 mph amb una motocicleta amb motor OHV i el primer a guanyar una cursa del mundial de motociclisme amb una moto japonesa. Es va morir en un accident que va patir mentre corria al TT de Man el 1962.

## Vida personal
Nascut a Sydney, Phillis es va criar a Marrickville, un suburbi a l'oest del centre on el seu pare feia de missatger militar en moto. Va esdevenir un ciclista d'èxit però es va retirar d'aquest esport després d'un greu accident a Henson Park, l'estadi de Marrickville. Després de deixar l'escola a 16 anys, Phillis va fer d'aprenent de mecànic de motors. Va començar a interessar-se pel motociclisme per motius de feina, ja que havia de fer servir una motocicleta Excelsior de 125 cc per a lliurar missatges per Sydney. El seu pare li va donar suport i, a l'edat de 17 anys, Tom es va comprar la seva primera moto, una Sunbeam B25 de 1939. Més tard es va anar comprant diverses Velocette MAC i va ser amb una d'aquestes motocicletes de carretera que Phillis va participar en les seves primeres proves de motociclisme, tant de trial com de grasstrack i motocròs. El 1952, Phillis va ser cridat pel reclutament forçós al servei militar i va servir durant sis mesos a la Reial Força Aèria Australiana (RAAF).
Conegut familiarment com a Ted, Phillis es va casar amb la Betty el 1954 i la parella va tenir dos fills, Debra Ann i Thomas Braddan. Senzill i conegut pel seu sentit de l'humor, Phillis era molt apreciat. També tenia fama de poc puntual; en una ocasió, després d'haver arribat tard al Gran Premi d'Alemanya de 1958 i que li diguessin que no se li permetria d'entrenar, es va arronsar d'espatlles i va dir: «Bé, val més que me'n vagi al Gran Premi de Suècia de la setmana vinent per arribar-hi a temps.»

## Carrera esportiva

### 1953–1957: els inicis
Amb el suport del seu pare, Phillis va començar a participar en curses de motociclisme amb una Velocette MAC. El 3 d'octubre de 1953 va córrer a la Canobolas Clubman Race del circuit de Gnoo Blas, a Orange, però es va haver de retirar. Va aconseguir la seva primera victòria a la quarta cursa que va córrer, de nou amb la Velocette: la Clubman Junior de 2a divisió del circuit de Mount Druitt, el 21 de novembre de 1954. Betty el va ajudar a comprar una BSA Gold Star el 1955, i durant aquest període es va dedicar sobretot a guanyar experiència. No va ser fins que es va canviar la BSA per una Norton Manx de 1955, el 1957, que va començar a obtenir èxits més notables. Competint contra els millors pilots australians al circuit de l'aeròdrom de Fishermans Bend, a Melbourne, va guanyar la classe de 350cc i va acabar tercer a la de 500cc tot igualant el rècord de volta ràpida.

### 1958–1962: carrera internacional
El 1958, Phillis i la seva dona van vendre totes les seves pertinences i se'n van anar a Europa, on van comprar noves Norton Manx de 350 i 500cc. Phillis va ser elogiat com a "Estrella del dia" en la seva primera aparició a Thruxton, on va guanyar la cursa Senior de 500cc després d'una dura lluita amb Derek Powell i va establir un nou rècord de volta ràpida de la cilindrada. També va guanyar la cursa Junior de 350cc. Va repetir aquest "doblet" poc després a la cursa internacional de Västkustloppet del circuit de Falkenberg, prop de Skrea (Suècia) i es va consolidar com a un dels millors pilots privats d'Europa.
El 1959 va ser escollit per l'Auto Cycle Council d'Austràlia com al seu "motociclista més prometedor" i se li va concedir una beca per a participar al TT de l'illa de Man d'aquell any tot i no haver estat inclòs a l'equip oficial australià per a la cursa. Va acabar-hi cinquè a la cursa de Fórmula 1 de 350cc i es va retirar del Junior TT a l'última volta amb una biela trencada mentre ocupava l'onzè lloc. Anava setè al final de la primera volta del Senior TT, però havent d'enfrontar-se amb pluges torrencials i forts vents va acabar finalment setzè.
El 1960, Phillis va esdevenir el primer no japonès a fitxar per l'equip de curses d'Honda. Va rebre dues motocicletes de fàbrica per tal de disputar el Lightweight TT de 125 i el de 250cc. A la cursa de 125cc, Phillis va ser el millor pilot d'Honda i anava el sisè a la segona volta quan va haver d'aturar-se a boxs per a canviar una bugia i finalment va acabar desè. A la cursa de 250cc anava quart després d'haver estat lluitant per la tercera posició quan es va haver de retirar a la quarta volta per avaria a la caixa de canvis. Phillis també va participar en el Senior TT amb la seva Norton i va progressar des de la vuitena posició a la primera volta fins a acabar quart darrere de John Surtees, John Hartle i Mike Hailwood.
Poc després, mentre es preparava per a córrer amb Honda al Dutch TT, Phillis va caure durant els entrenaments i es va trencar la clavícula dreta, de manera que Jim Redman va ocupar el seu lloc a l'equip. Phillis va tornar a l'activitat competitiva al Commonwealth Trophy de Thruxton un mes més tard i hi va batre el rècord de volta ràpida en guanyar la cursa de 350cc, acabant tercer en el còmput global del Commonwealth Trophy. Tornat a la seva Honda de 250cc per al Gran Premi de l'Ulster, Phillis va protagonitzar una lluita aferrissada amb el pilot de MV Agusta Carlo Ubbiali, acabant finalment segon, només dos segons per darrere de l'italià. A la cursa de 125cc va caure mentre era quart, però a Brands Hatch, quinze dies més tard, li va anar millor i va poder presentar batalla a Mike Hailwood tot i ser perjudicat per «una caixa de canvis plena de punts morts».

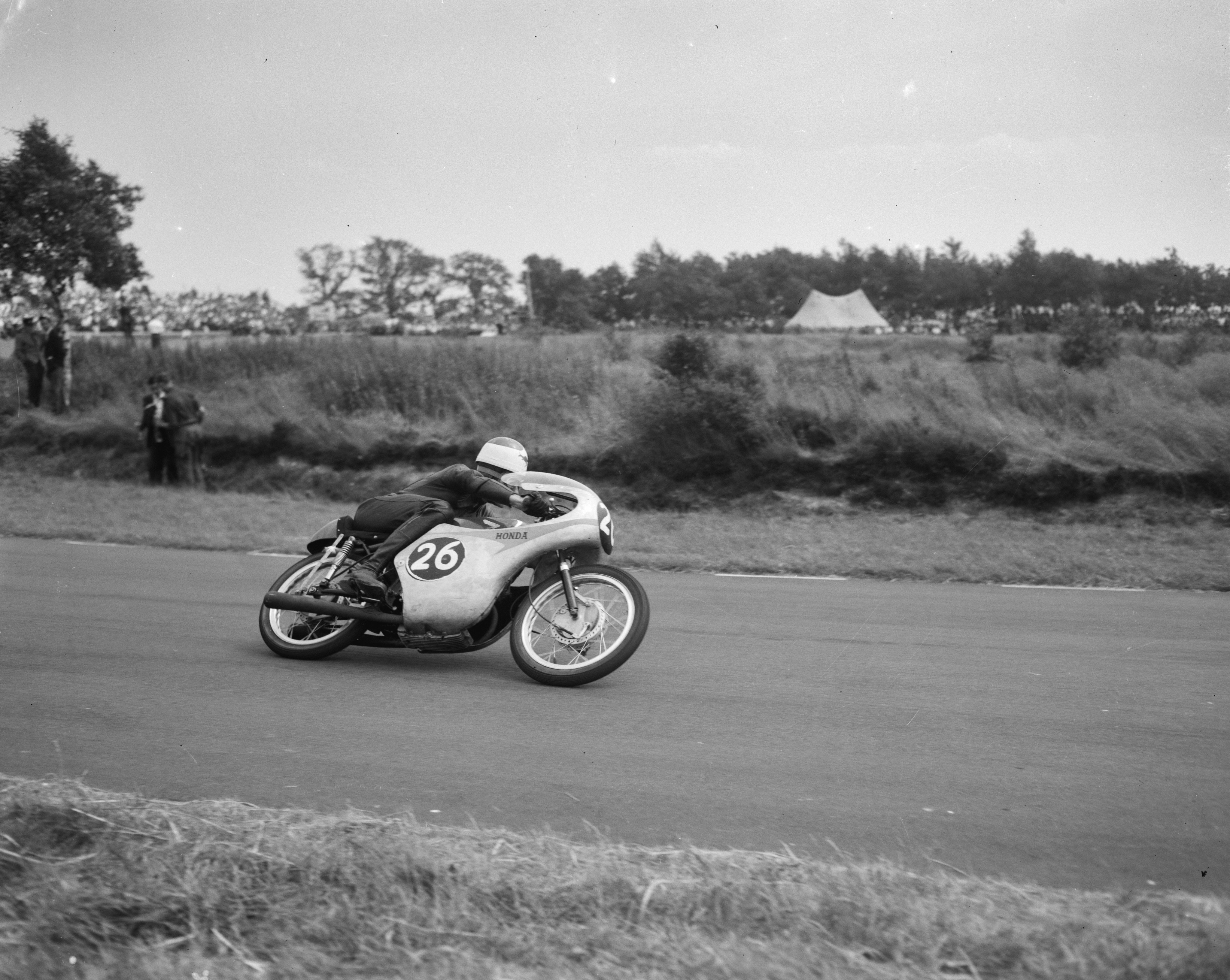
Phillis amb l'Honda 125 al Dutch TT de 1961

Després de la cursa, Phillis va considerar de limitar-se a les Honda de 125 i 250cc la temporada de 1961 si Honda li oferia un nou contracte. Unes setmanes més tard, Phillis va dominar el Pyynikki TT al circuit de Tampere, a Finlàndia. No només va guanyar-hi les curses de 125, 250 i 350 cc, sinó que també va establir el rècord de volta ràpida a cada cursa.
Phillis va començar la temporada de 1961 amb la mateixa destresa: Al Gran Premi de Victoria, a Phillip Island, va guanyar les curses de 250 i 350 cc amb una Honda i les curses de les classes Senior-A i 500cc amb una Norton, establint rècords de volta ràpida a les cilindrades de 250, 350 i 500cc. Pel que fa al mundial, va obtenir per a Honda la primera victòria en Gran Premi d'aquesta marca, concretament a la cursa de 125cc del Gran Premi d'Espanya de Montjuïc, el primer de la temporada. Al llarg del campionat va obtenir tres victòries més i va acabar guanyant el títol de campió del món de 125cc, que fou també el primer campionat del món d'Honda. Al mundial de 250cc va acabar-hi subcampió per darrere de Mike Hailwood. Al Senior TT de l'Illa de Man, amb la seva Norton "Domiracer" de 500cc preparada per Doug Hele, va ser el primer a fer una volta al circuit a una velocitat mitjana superior a les 100 mph (161 km/h) amb una moto de motor OHV i hi acabà tercer.

## Mort
Phillis es va morir mentre competia al TT de l'illa de Man de 1962 en estavellar-se a Laurel Bank durant la segona volta del Junior TT (350cc). Va ser incinerat i les seves cendres es van escampar a la línia de sortida del circuit del TT. El vigent campió del món de 500cc, Gary Hocking, va quedar tan afectat per la mort del seu amic que es va retirar immediatament de les competicions de motociclisme.

## Resultats al Mundial de motociclisme
Font:
Barem de puntuació de 1950 a 1968:
| Posició | 1 | 2 | 3 | 4 | 5 | 6 |
| Punts   | 8 | 6 | 4 | 3 | 2 | 1 |

(Ids. Grans Premis | Llegenda) (Curses en negreta indiquen pole; curses en  itàlica indiquen volta ràpida)
| Any  | Categoria | Equip  | 1      | 2      | 3      | 4      | 5      | 6     | 7     | 8     | 9     | 10    | 11    | Punts | Posició | Victòries |
| ---- | --------- | ------ | ------ | ------ | ------ | ------ | ------ | ----- | ----- | ----- | ----- | ----- | ----- | ----- | ------- | --------- |
| 1958 | 350cc     | Norton | IOM 32 | NED -  | BEL -  | GER -  | SWE -  | ULS - | NAT - |       |       |       |       | 0     | -       | 0         |
| 1958 | 500cc     | Norton | IOM 18 | NED -  | BEL -  | GER -  | SWE -  | ULS - | NAT - |       |       |       |       | 0     | -       | 0         |
| 1959 | 350cc     | Norton | FRA -  | IOM NC | GER -  |        |        | SWE - | ULS 5 | NAT - |       |       |       | 2     | 13è     | 0         |
| 1959 | 500cc     | Norton | FRA -  | IOM 16 | GER -  | NED -  | BEL -  |       | ULS - | NAT - |       |       |       | 0     | -       | 0         |
| 1960 | 125cc     | Honda  |        | IOM 10 | NED -  | BEL -  |        | ULS - | NAT - |       |       |       |       | 0     | -       | 0         |
| 1960 | 250cc     | Honda  |        | IOM NC | NED -  | BEL -  | GER -  | ULS 2 | NAT - |       |       |       |       | 6     | 6è      | 0         |
| 1960 | 350cc     | Norton | FRA -  | IOM NC | NED -  |        |        | ULS - | NAT - |       |       |       |       | 0     | -       | 0         |
| 1960 | 500cc     | Norton | FRA -  | IOM 4  | NED -  | BEL -  | GER -  | ULS 6 | NAT - |       |       |       |       | 4     | 11è     | 0         |
| 1961 | 125cc     | Honda  | ESP 1  | GER NC | FRA 1  | IOM 3  | NED 1  | BEL 2 | DDR 2 | ULS 3 | NAT 4 | SWE 6 | ARG 1 | 44    | 1r      | 4         |
| 1961 | 250cc     | Honda  | ESP 2  | GER NC | FRA 1  | IOM 2  | NED NC | BEL 2 | DDR 4 | ULS 4 | NAT 3 | SWE 6 | ARG 1 | 38    | 2n      | 2         |
| 1961 | 350cc     | Norton |        | GER -  |        | IOM NC | NED 1  |       | DDR 1 | ULS 1 | NAT 1 | SWE - |       | 0     | -       | 0         |
| 1961 | 500cc     | Norton |        | GER -  | FRA -  | IOM 3  | NED -  | BEL - | DDR - | ULS - | NAT - | SWE - | ARG - | 4     | 12è     | 0         |
| 1962 | 50cc      | Honda  | ESP 8  | FRA -  | IOM -  | NED -  | BEL -  | GER - | ULS - | DDR - | NAT - | FIN - | ARG - | 0     | -       | 0         |
| 1962 | 125cc     | Honda  | ESP -  | FRA -  | IOM 3  | NED -  | BEL -  | GER - | ULS - | DDR - | NAT - | FIN - | ARG - | 4     | 13è     | 0         |
| 1962 | 250cc     | Honda  | ESP 3  | FRA 3  | IOM 3  | NED -  | BEL -  | GER - | ULS - | DDR - | NAT - | FIN - | ARG - | 12    | 4t      | 0         |
| 1962 | 350cc     | Honda  |        |        | IOM NC | NED -  |        | ULS - | DDR - | NAT - | FIN - |       |       | 0     | -       | 0         |